# Австрія на зимових Олімпійських іграх 1948
Австрія на зимових Олімпійських іграх 1948 була представлена 54 спортсменами у 8 видах спорту.

## Медалісти
| Медаль | Спортсмен          | Вид                 | Дисципліна       |
| ------ | ------------------ | ------------------- | ---------------- |
| Золото | Труде Йохум-Байзер | гірськолижний спорт | комбінація       |
| Срібло | Франц Габль        | гірськолижний спорт | швидкісний спуск |
| Срібло | Труде Йохум-Байзер | гірськолижний спорт | швидкісний спуск |
| Срібло | Ева Павлік         | фігурне катання     | жінки            |
| Бронза | Резі Гаммерер      | гірськолижний спорт | швидкісний спуск |
| Бронза | Еріка Марінгер     | гірськолижний спорт | слалом           |
| Бронза | Еріка Марінгер     | гірськолижний спорт | комбінація       |
| Бронза | Еді Рада           | фігурне катання     | чоловіки         |